# Ajé Shalunga
Ajé Shalunga pertenece al Panteón Yoruba como uno de los Orishas menores de la religión yoruba. El emblema de este orisha es una concha perlífera.

## Ajé Shalunga
Este Orisha simboliza para los Yoruba el don de poder recibir el dinero necesario para una vida decorosa. Está relacionado con la salud, la abundancia y la prosperidad. Ajé Shalunga es agasajado por los que necesitan activamente dinero; lo tienen como su patrón y lo adoran colocando en un recipiente conchas y dinero en forma de ofrenda. Él escoge al azar a quién bendecir y entregarle grandes sumas de dinero. 
Se lo considera caprichoso, voluble e inconstante.
Orisha femenina (aunque en algunos ìtan aparece como masculino) de la prosperidad y la riqueza, la salud y las pasiones. En el camino de la prosperidad está ligada a Oxumare y en el camino de la salud está ligado a Omulu. Vive en los lugares desolados del mar, en pequeños islotes rodeados de mucho arrecife.
Ajé Shalunga es el tesorero de los Orishas. Habla con el caracol de Ochún en el Oddún “Eyioko Okana”.
Los atributos de Ajé Shalunga son:
- Un caracol llamado abundancia
- 8 otanes pequeños blancos
- 1 mano de caracoles
- 8 caracoles Cobos
- 201 cauris con un eyele

Su Eleke (Collar) se confecciona intercalando monedas y conchas.
Ajè-shaluga se consagra conjuntamente con el Ori y con el opon de ifá.